# توبینگن (منطقه)
توبینگن (منطقه) (به آلمانی: Tübingen (region)) یک رگیرونگسبتسیرک در آلمان است که در بادن-وورتمبرگ واقع شده‌است.

## خصوصیات
توبینگن ۱٬۸۰۵٬۱۴۶ نفر جمعیت دارد.